# ويليام غرانت شيري
ويليام غرانت شيري (بالإنجليزية: William Grant Sherry)‏ هو رسام وفنان أمريكي، ولد في 7 ديسمبر 1914 في أماغانزيت في الولايات المتحدة، وتوفي في 5 يناير 2003 في مل فالي في الولايات المتحدة.